# Campamento Canoas
Campamento Canoas är en ort i Mexiko.   Den ligger i kommunen Mezquital och delstaten Durango, i den centrala delen av landet, 600 km nordväst om huvudstaden Mexico City. Campamento Canoas ligger 2 721 meter över havet och antalet invånare är 262.
Terrängen runt Campamento Canoas är kuperad åt sydost, men åt nordväst är den bergig. Campamento Canoas ligger uppe på en höjd. Runt Campamento Canoas är det mycket glesbefolkat, med 5 invånare per kvadratkilometer. Närmaste större samhälle är Puerto del Guamúchil, 17,9 km sydväst om Campamento Canoas. I omgivningarna runt Campamento Canoas växer huvudsakligen savannskog.